# Benet d'Avinyó
Benet d'Avinyó, en provençal Beneset (Burzet, Ardecha, ca. 1165? - Avinyó, Provença, 1184), o Benet el Constructor de Ponts (Pontifex), va ser un jove laic que va construir el Pont d'Avinyó per facilitar el pas dels pelegrins. És venerat com a sant per l'Església catòlica.

## Biografia
La tradició diu que era un pastor savoià que va tenir una visió durant un eclipsi solar en 1177, que va interpretar com que havia de construir un pont sobre el riu Roine a Avinyó (Valclusa). Mentre marxava per fer-ho, un àngel es quedà a pasturar el seu ramat.

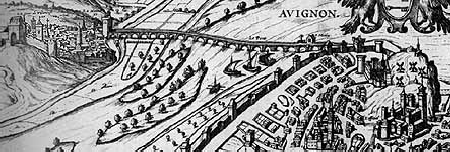
El Pont Saint-Bénézet abans de la destrucció del.

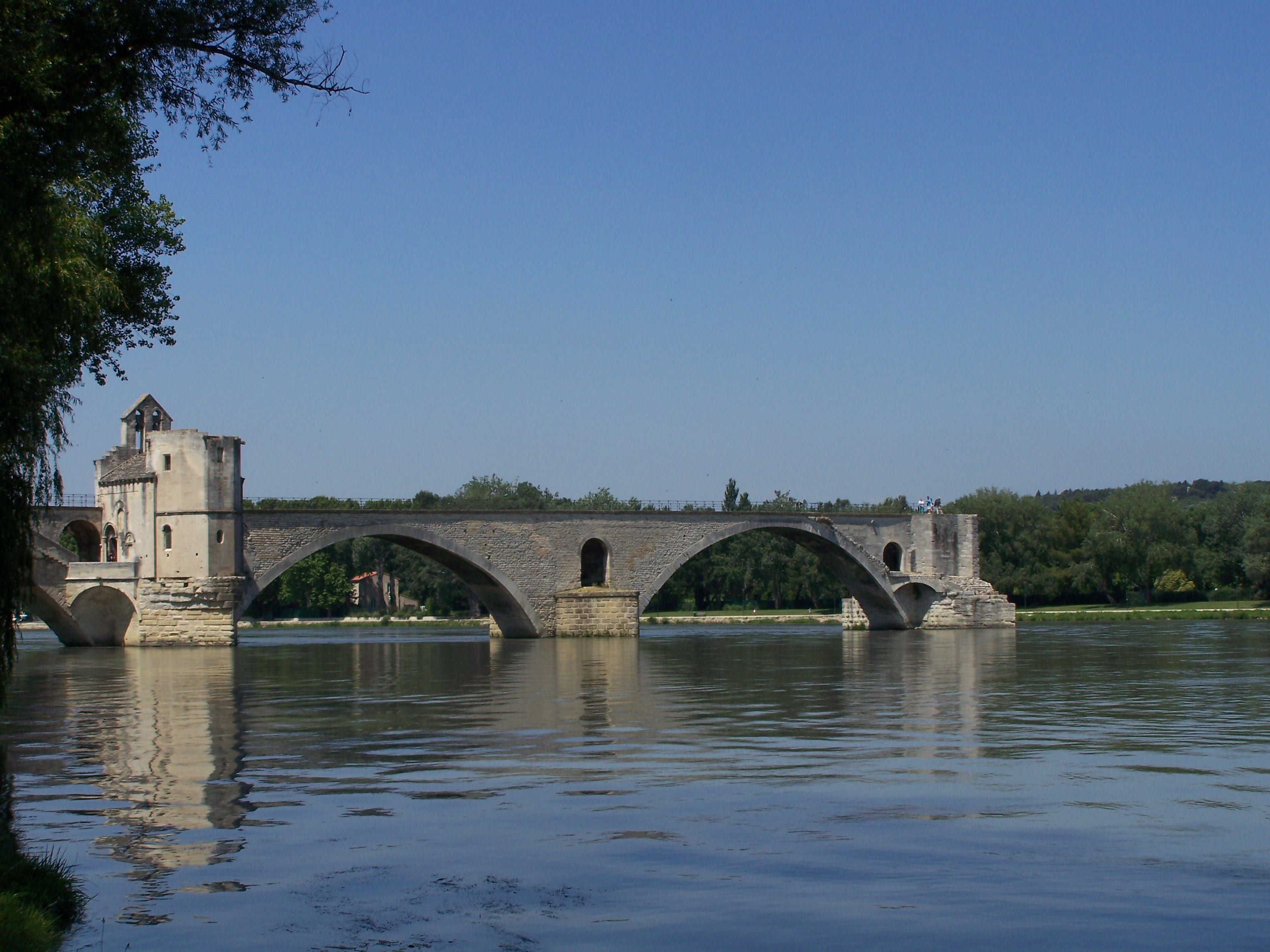
El pont d'Avinyó, avui, amb la capella de Sant Benet.

Ja a Avinyó, va construir tot sol el pont: les autoritats civils i eclesiàstiques van negar-se a ajudar-lo. Llavors Benet va agafar una gran pedra i la va col·locar al seu lloc, dient llavors que ja havia començat la construcció del pont. La llegenda diu que just en aquell moment van esdevenir un seguit de miracles a la ciutat, fins a divuit: va haver-hi cecs que recuperaren la vista, morts que van resuscitar, coixos que començaren a caminar bé, etc.
Arran d'aquests fets, les autoritats van reconsiderar la seva opinió i van oferir ajut a Benet, igual que altres nobles i persones que van fer donacions. Benet va morir poc abans que el Pont de Sant Beneset s'acabés. El pont, avui enrunat, és conegut arreu del món per la cançó infantil francesa Sur le pont d'Avignon.
Una tradició, avui considerada errònia, feia de Benet el fundador d'un orde religiós dedicat a la construcció de ponts. En realitat, per a la construcció de ponts es constituïen diverses fraternitats d'obrers, temporals i amb reglaments propis, que treballaven mentre durava la construcció.

## Veneració
Després de morir, Benet fou sebollit al mateix pont, en una capelleta dedicada a Sant Nicolau de Mira, sant patró dels mariners, encara conservada en les ruïnes del pont. En 1331, Joan XXII va aprovar la veneració secular que se li retia, fixant-ne la festa el 14 d'abril.
Les relíquies van ésser-hi fins al 1669, quan una inundació s'endugué el pont. En recuperar la caixa de Benet, se'n trobà el cos incorrupte, que va ésser traslladat al convent dels celestins de la ciutat i, el 1854, en part a la Col·legiata de Saint-Didier d'Avinyó i a la catedral d'Avinyó. La capella del pont van continuar essent un lloc de pelegrinatge.